# 演員就是演員
《演員就是演員》（韓語：배우는 배우다）是一部於2013年上映的韓國電影，敘述一個演員在一夜之間變成超級明星，然後人氣慢慢下降的歷程。電影由金基德編寫劇本及監製，申淵植（韓語：신연식）導演，並由韓國偶像團體MBLAQ的李準主演。
《演員就是演員》參展了第18屆釜山國際電影節，並在2013年10月24日正式上映。

## 演員表

### 主要演員
- 李準 飾 吳英（오영）[8][9][10][11]
- 徐令姬 飾 吳沇晞（오연희）

### 其他演員
- 姜信孝（강신효） 飾 宇根（우근）
- 京承煥（경성환） 飾 金部長
- 閔智吳（朝鲜语：민지오） 飾 洪智敏（홍지민）
- 徐範碩（朝鲜语：서범석 (배우)） 飾 金長豪（김장호）
- 李花詩（이화시） 飾 富太
- 聖洪一（성홍일） 飾 姜代表
- 金仁洙（김인수） 飾 《年糕帽子》導演
- 金正奭（김정석） 飾 《莫比斯》導演
- 李賢浩（이현호） 飾 《莫比斯》副導演
- 金素蓮（김소연） 飾 《莫比斯》女演員
- 馬東錫 飾 "Tenacious" 黑幫老大
- 梁東根 飾 姜賓（강빈）
- 金亨俊 飾 Rookie[12]
- 安聖基 飾 全州國際電影節VIP
- 李春然（이춘연） 飾 全州國際電影節VIP
- 柳承元 飾 全州國際電影節VIP
- 金花雨（朝鲜语：김꽃비） 飾 全州國際電影節VIP

## 提名及獲獎
| 年份 | 獎項               | 類別           | 受者 | 結果 | 參考資料 |
| ---- | ------------------ | -------------- | ---- | ---- | -------- |
| 2014 | 第1屆野花電影賞    | 新人演員賞     | 李準 | 獲獎 | [ 13 ]   |
| 2014 | 第1屆野花電影賞    | 男主角賞       | 李準 | 提名 | [ 14 ]   |
| 2014 | 第50屆百想藝術大賞 | 男子新人演技賞 | 李準 | 提名 | [ 15 ]   |
| 2014 | 第23屆釜日電影賞   | 新人男子演技賞 | 李準 | 提名 | [ 16 ]   |

## 外部連結
- 官方网站 
- 韩国电影数据库（KMDb）上《演員就是演員》的資料
- 互联网电影数据库（IMDb）上《演員就是演員》的资料（英文）
- 《演員就是演員》在HanCinema的页面（英文）